# 더글러스 크림프
더글러스 크림프(Douglas Crimp, 1944년 8월 19일 ~ 2019년 7월 5일)는 미국의 미술평론가, 미술이론가, 에이즈 활동가다. 문화연구, 시각문화 연구, 에이즈에 대한 문화적 분석에 크게 기여했다고 평가받는다.

## 생애 및 경력
미국 아이다호주 코달레인에서 태어났다.
뉴욕시립대학교 대학원에서 로절린드 크라우스를 지도교수로 미술을 공부했다. 미술저널 《옥토버》의 공동편집자로 일했고, <픽처(Pictures)> 같은 역사적인 전시를 기획했으며, 셰리 레빈, 신디 셔먼 등 새로운 세대의 중요한 작가들을 발굴하고 지원했다. 미술과 관련하여 영향력 있는 글로 <픽처>(1979) 등이 있다.
1987년 《옥토버》 ‘에이즈 특집호’를 기획하고 당시 막 설립되었던 액트 업에 가입하면서 에이즈 운동에 발을 디뎠다. 이 특집호에 실린 글들은 에이즈, 에이즈 위기, 에이즈 운동을 비판적으로 분석하고 이론화한 가장 초기의 작업에 해당한다. 그로부터 약 10년에 걸쳐 에이즈에 관해 글을 썼고, 그 글들을 모은 《애도와 투쟁: 에이즈와 퀴어 정치학에 관한 에세이들(원제: 우울과 도덕주의Melancholia and Moralism)》(2002)는 오랜 세월 에이즈 아카이브의 핵심적인 위치를 차지하고 있다. 두 에세이 〈감염병의 시대에 우리의 문란한 사랑을 계속하는 법〉(1987)과 〈애도와 투쟁〉(1989)이 특히 유명하다.
미술저널 《옥토버》의 지면에서 문화연구적 관점으로 에이즈 문제를 다루는 일로 로절린드 크라우스를 비롯한 다른 공동편집장들과 갈등하다 1990년 13년 동안 일했던 이 저널을 떠났다(크림프가 떠난 자리에는 핼 포스터를 비롯한 여러 명의 이성애자 비평가들이 들어갔다).
이후 세라 로런스 칼리지를 거쳐 1992년 로체스터 대학교 미술사학과에 자리를 잡은 이후에도 퀴어 이론과 예술의 교차점에서 시각문화를 연구하며 현실에 직접 개입하는 작업을 하고자 했다.
2019년 다발성 골수종으로 사망했다.
크림프의 글들은 코로나 이후, 위기를 헤쳐나가는 지침이자 원칙으로서 다시 활동가들과 이론가들에게 영감을 제공하고 있다. 이를테면, 영국의 '더 케어 컬렉티브'는 《돌봄선언: 상호의존의 정치학》(2002)에서 크림프의 이론을 직접적인 자원으로 삼아 돌봄의 지침을 마련한다.

## 저서
- 《에이즈: 문화적 분석/문화적 행동주의(AIDS: Cultural Analysis/Cultural Activism)》(1988)
- 《에이즈 데모 그래픽스(AIDS Demo Graphics)》(1990)
- 《미술관의 폐허 위에서(On the Museum's Ruins)》(1993)
- 《애도와 투쟁(Melancholia and Moralism - Essays on AIDS and Queer Politics)》(2002)  [번역서: 현실문화, 2021, ISBN 9788965642640]

- 《앤디 워홀의 영화들("Our Kind of Movie": The Films of Andy Warhol)》(2012)
- 《픽처 이전의 시대(Before Pictures)》(2016)
- 《댄스 댄스영화 에세이(Dance Dance Film Essays)》(2021)

## 같이 보기
- 퀴어이론
- 문화연구
- 액트 업
- GMHC
- 거트루드 스타인
- 라이언 화이트
- 주디스 버틀러
- 아웃팅
- 후천면역결핍증후군
- Don't ask, don't tell